# Drasteria tejonica
Drasteria tejonica là một loài bướm đêm thuộc họ Erebidae. Nó được ghi nhận từ California, Arizona, Colorado, Utah và New Mexico.
Sải cánh dài 30–36 mm.